# Rózsa-szigeti Köztársaság

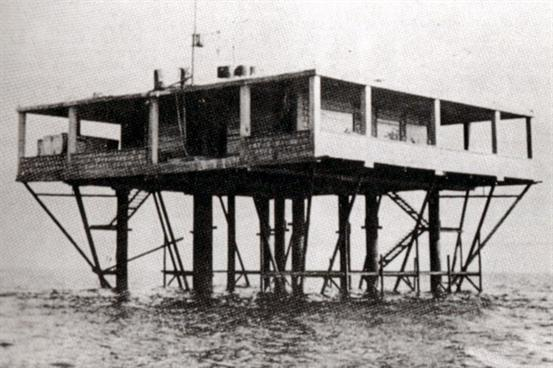
A készülő sziget

A Rózsa-szigeti Köztársaság hivatalosan Esperantista respubliko de la Insulo de la Rozoj (olasz: Repubblica Esperantista dell'Isola delle Rose) eszperantista köztársaság, a mikronemzet 1968-ban néhány hétig működött egy mesterséges emelvényen az Adrián, 11 km-re (6 tengeri mérföldre) a Forlì tartományban (Olaszország), amelynek hivatalos nyelve az eszperantó volt. A tervek szerint turisztikai célponttá vált volna, de az olasz hatóságok gyorsan megsemmisítették. Alapítója, Giorgio Rosa 2017 elején elhunyt.

## Története
1964-ben Giorgio Rosa olasz mérnök engedélyt kapott egy 400 négyzetméter területű új platform emelésére az Adriai-tengerben, 11 km-re (6 tengeri mérföldre) az olasz partoktól. Ezt a mesterséges szigetet kilenc megerősített oszlop tartotta a tengerszint felett.
1968. május 1-jén kikiáltották a sziget függetlenségét, független állammá nyilvánították. Hivatalos nevét az eszperantóból kapta, hogy hangsúlyozza a nemzetköziség gondolatát. A név Giorgio Rosa nevéből jött, a rosa olaszul rózsát jelent, eszperantóul: rozo.
A sziget fejlődése, tudományos és szabadidős felhasználása kissé zavaros, de úgy tűnik,[pontosabban?] hogy volt étterme, szórakozóhelye, ajándékboltja és postája. Volt rádiója is, amely az olasz törvények szerint törvényellenes volt.
A sziget zászlaja narancssárga volt, középen fehér pajzzsal, amelyen három vörös, zöld levelű rózsa volt látható. Bélyegeket is kibocsátottak: ezeken látható volt a köztársaság valutája, amelyet ezreknek (eszperantó: miloj) hívtak (angol: mill); nem tudni, hogy verettek-e valaha is érméket. 
1968. június 25-én, 55 nappal a függetlenség kikiáltása után az olasz hatóságok felszámolták a Rózsa-szigeti Köztársaságot. 
1969. február 13-án olasz mérnökök elbontották a szigetet: megcsonkították az emelvényt, de nem rombolták le teljesen.

## Fordítás
- Ez a szócikk részben vagy egészben  az   Insulo de la Rozoj című eszperantó Wikipédia-szócikk ezen változatának fordításán alapul.  Az eredeti cikk szerkesztőit annak laptörténete sorolja fel. Ez a jelzés csupán a megfogalmazás eredetét és a szerzői jogokat jelzi, nem szolgál a cikkben szereplő információk forrásmegjelöléseként.